# 多米尼克·瑞安
多米尼克·瑞安（英語：Dominic Ryan；1990年3月28日—）是一位愛爾蘭橄欖球運動員。他是愛爾蘭國家橄欖球隊的一員，代表愛爾蘭參加了2015年橄欖球六國賽。